# Canthon janthinus
Canthon janthinus är en skalbaggsart som beskrevs av Blanchard 1846. Canthon janthinus ingår i släktet Canthon och familjen bladhorningar. Inga underarter finns listade.